# Сирхаев, Нарвик Загидинович
Нарвик Загидинович Сирха́ев (лезг. Сирхайрин Нарвик Загьидинан хва, азерб. Narvik Sırxayev; 16 марта 1974, Орта-Стал, Дагестанская АССР, РСФСР, СССР) — советский, российский и азербайджанский футболист, полузащитник. 

## Карьера

### Клубная
В начале карьеры играл за махачкалинское «Динамо» во второй советской лиге, затем во второй и третьей российской. В 1997 году перешёл в другой клуб из Махачкалы — «Анжи», за которую отыграл до того один сезон в 1994 году. В 1999 году «Анжи» выиграла первенство в первой лиге и получила повышение в классе. В 2000 году «Анжи» заняла 4-е место в высшей лиге, отстав от третьего на 3 очка. В Кубке России 2000/01 «Анжи» вышла в финал, где встречалась с московским «Локомотивом». Нарвик Сирхаев открыл счёт в том поединке, но «железнодорожники» в добавленное время отыгрались, а затем победили в серии пенальти. Играя за «Анжи» в высшей лиге, Сирхаев провёл на поле все 60 матчей за два сезона.
В 2002 году Сирхаев был приглашён в «Локомотив», начал сезон в новой команде уверенно, но затем получил травму (разрыв мышцы задней поверхности бедра) и выбыл из строя. Последствия травмы так и не позволили игроку выйти на прежний уровень. В составе «Локомотива» Сирхаев стал чемпионом России 2002 года и завоевал Суперкубок 2003 года.
В 2004 году перешёл в «Торпедо-Металлург» (впоследствии ФК «Москва»). Проведя полсезона в команде, Сирхаев перешёл в грозненский «Терек», боровшийся тогда за попадание в премьер-лигу. В итоге в том году «Терек» вышел в высший дивизион, а на следующий год вернулся обратно в первый. Несмотря на то, что многие игроки покинули «Терек» после вылета из элиты, Сирхаев остался в команде.
В 2007 году Сирхаев вернулся в «Анжи». В 5 туре первенства-2007 он получил травму и пропустил почти три месяца. В начале 2008 года Сирхаев не стал продлевать соглашение с махачкалинцами, отправившись в бакинский «Олимпик», с которым подписал контракт в начале февраля. Однако уже в конце месяца Сирхаев расторг соглашение с азербайджанским клубом. В последующие годы Сирхаев был главным тренером молодёжной команды «Локомотив-2», выступающей во втором дивизионе чемпионата России.

### В сборной
Нарвик всегда мечтал о сборной. И когда в 1997 году поступило предложение от тренерского штаба сборной Азербайджана, он не раздумывая, согласился. Всего за два года выступлений сыграл 17 матчей, в которых забил 1 гол. Он говорил об этом периоде своей карьеры так: «Получил колоссальный опыт, поиграл при полных трибунах, принял участие в матчах с сильнейшими европейскими сборными». 
Был в его карьере один памятный матч со сборной Туркменистана, в составе которой играл дагестанец Юрий Магдиев. Он и забил второй гол своей команды и установил окончательный счёт: 2-0. 
 «Анжи» на финише ЧР-1999 стал серьёзно претендовать на выход в высшую лигу, а Сирхаев в той команде был одним из лидеров. Тогда игры сборной Азербайджана по времени совпадали с решающими матчами первой лиги. И Гаджи Гаджиев посоветовал ему отказаться от сборной Азербайджана.

### Тренерская
7 сентября 2009 года заявлен тренером в команде второго дивизиона «Локомотив-2». 6 апреля 2012 года назначен руководителем махачкалинского офиса и заместителем генерального директора клуба. 21 июня 2012 года состоялось очередное заседание Совета директоров ФК «Анжи», на котором были представлены новые члены Совета Хасанби Биджиев и Нарвик Сирхаев.

## Достижения

### Командные
«Локомотив»
- Чемпион России: 2002
- Обладатель Суперкубка России: 2003

«Анжи»
- Победитель первого дивизиона первенства России: 1999.

«Терек»
- Победитель первого дивизиона первенства России: 2004.

### Личные
- В списках 33 лучших футболистов чемпионата России: № 1 (2000).

## Статистика выступлений
| Сезон   | Команда            | Соревнование        | Чемпионат     | Кубок       | Еврокубки | Другое                     |
| 1991    | Динамо (Махачкала) | 2-я лига            | 20 (6)        | —           | —         |                            |
| 1992    | — // —             | 2-я лига            | -             | —           | —         |                            |
| 1993    | — // —             | — // —              | 36 (5)        | —           | —         |                            |
| 1994    | — // — Анжи        | — // — — // —       | 5 (0) 28 (2)  | 0 (0) 4 (1) | —         |                            |
| 1995    | Динамо (Махачкала) | 3-я лига            | 24 (12)       | —           | —         |                            |
| 1996    | — // —             | — // —              | 32 (20)       | 2 (0)       | —         |                            |
| 1997    | Анжи Анжи-д        | 1-я лига 3-я лига   | 37 (15) 1 (0) | 2 (1) —     | —         |                            |
| 1998    | Анжи               | 1-я лига            | 40 (7)        | 1 (0)       | —         |                            |
| 1999    | — // —             | — // —              | 40 (11)       | 3 (2)       | —         |                            |
| 2000    | — // —             | Высшая лига         | 30 (10)       | 3 (1)       | —         |                            |
| 2001    | — // —             | — // —              | 30 (10)       | 4 (1)       | 1 (0)     |                            |
| 2002    | Локомотив (Москва) | — // —              | 15 (4)        | 1 (0)       | 2 (0)     | 2 (0)*                     |
| 2003    | — // —             | — // —              | 18 (2)        | 2 (0)       | 2 (0)     | 7 (3)*, 1 (0)** и 2 (0)*** |
| 2004    | ФК Москва Терек    | — // — 1-й дивизион | 14 (2) 16 (1) | 6 (0) 1 (0) | — 3 (0)   | 1 (0)*                     |
| 2005    | — // —             | Премьер-лига        | 20 (1)        | 1 (0)       | —         | 3 (0)* и 1 (0)**           |
| 2006    | — // —             | 1-й дивизион        | 27 (5)        | 5 (2)       | —         |                            |
| 2007    | Анжи               | — // —              | 25 (5)        | 0 (0)       | —         |                            |
| 2007/08 | Олимпик (Баку)     | 1-й дивизион        | 1 (0)         | ?           | —         |                            |

* Турнир дублёров РФПЛ
** Суперкубок России
*** Кубок Премьер-лиги

## Личная информация
Лезгин по национальности. Жена — Эльвира. Сын — Загидин (род. в 1999), дочь — Камила, сын — Богдан.